# Yatsuhashi

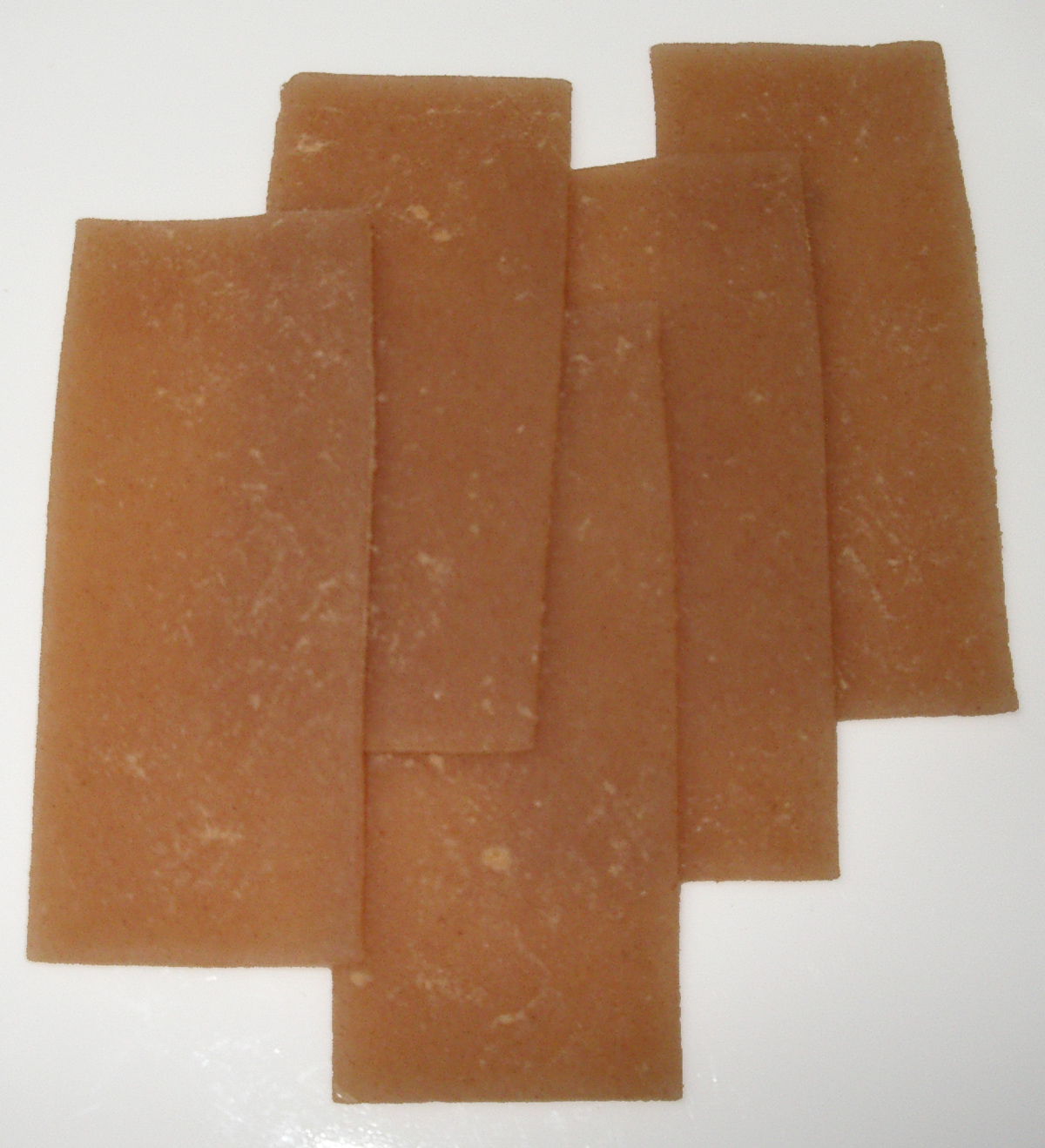
Yatsuhashi crudo (con sabor a canela).

El yatsuhashi (八ツ橋 o 八橋?) es un wagashi (dulce japonés) vendido principalmente como suvenir dulce (miyagegashi). Es uno de los meibutsu (productos regionales famosos) más conocidos de Kioto. Se elabora con harina de arroz (上新粉 jōshinko?), azúcar y canela, y se hornea de forma parecida al senbei. El yatsuhashi crudo, sin hornear (nama yatsuhashi) tiene una textura blanda, parecida al mochi y a menudo se come envuelto en pasta de judías rojas (餡 an?), pudiendo venir en diversos sabores diferentes. Más notable en la región de Kioto es la versión negra, que se elabora añadiendo polvo de judía negra al envoltorio.
- Datos: Q1187912
- Multimedia: Yatsuhashi / Q1187912